# خطة المشاركة النووية

مناطق خالية من الأسلحة النووية
دول نووية
دول مشاركة نووية
ليس أي من مما سبق

خطة المشاركة النووية  (بالإنجليزية: Nuclear sharing)‏ هو مفهوم في حلف شمال الأطلسي ضمن سياسة الردع النووي، التي تشمل البلدان الأعضاء من دون أسلحة نووية خاصة بهم . تشمل المشاركة التخطيط لاستخدام الأسلحة النووية من جانب منظمة حلف شمال الأطلسي، وتنص على وجه الخصوص أن على القوات المسلحة لهذه الدول أن تشارك في تقديم هذه الأسلحة في حال استخدامها.
وكجزء من خطة الشراكة النووية، تجري البلدان المشاركة مشاورات وتتخذ قرارات مشتركة بشان سياسة الاسلحة النووية، وتحتفظ بالمعدات التقنية اللازمة لإستخدام الأسلحة النووية (بما في ذلك الطائرات الحربية القادرة على حملها). أخبرت الولايات المتحدة حلفاء الناتو، إنه في حالة حدوث حرب، فإن معاهدة عدم الانتشار لن تسيطر عليها بعد الآن.

## حلف شمال الأطلسي
من بين القوى النووية الثلاث في حلف شمال الأطلسي (فرنسا والمملكة المتحدة والولايات المتحدة)، لم تُعرف سوى الولايات المتحدة بتقديمها أسلحة للمشاركة النووية. اعتبارًا من شهر نوفمبر من العام 2009، تستضيف كل من بلجيكا وألمانيا وإيطاليا وهولندا وتركيا أسلحة نووية أمريكية كجزء من سياسة المشاركة النووية لحلف شمال الأطلسي. استضافت كندا أسلحة تحت سيطرة قيادة دفاع الفضاء الجوي الأمريكية الشمالية، بدلًا من منظمة حلف شمال الأطلسي، حتى عام 1984، مغادرةً برنامج الناتو في العام 1972، ولتلحقها اليونان حتى العام 2001. تلقت المملكة المتحدة أسلحة نووية تكتيكية أمريكية مثل المدفعية النووية وصواريخ لانس حتى العام 1992، رغم أنّ من حق المملكة المتحدة حيازة الأسلحة النووية؛ إلّا أن تلك الصواريخ نُشرت بشكلٍ رئيسيٍّ في ألمانيا.
في أوقات السّلم، تقبع الأسلحة النووية الموجودة في دولٍ غير نووية تحت حراسة أفرادٍ من القوات الجوية الأمريكية، وسابقًا، كانت بعض المدفعيات النووية وأنظمة الصواريخ تحت حراسة أفرادٍ من الجيش الأمريكي؛ في حين كانت شيفرات رابط الإجراء المرخّص (الجهاز الذي يمنع الوصول للأسلحة النووية دون إدخال شيفرة محددة) تحت سيطرة أمريكية. في حالة الحرب، تُركّب الأسلحة على الطائرات الحربية للدول المُشاركة. تقبع الأسلحة تحت رعاية وسيطرة أسراب دعم الذخائر التابعة للقوات الجوية الأمريكية المتوضّعة على قواعد العمليات الرئيسية للناتو والتي تعمل بالتعاون مع قوات الدولة المضيفة.
اعتبارًا من العام 2005، وقعت 180 قنبلة نووية من طراز بي61 من أصل 480 سلاح نووي من المُفترض أن تكون منتشرة في أوروبا تحت تنسيق المشاركة النووية. تُخزّن الأسلحة في خزنةٍ ضمن مأوىً مقوّىً للطائرات، باستخدام نظام تخزين وأمن الأسلحة (دبليو إس 3) التابع للقوات الجوية الأمريكية. طائرات التسليم المستخدمة هي طائرات إف-16 وبانافيا تورنادو.
تاريخيًا لم تقتصر نظم إيصال الأسلحة النووية المشتركة على القنابل. استخدمت اليونان صواريخ نايك-هيركوليس إضافةً إلى طائرات هجومية من طراز إيه-7 كورسير. امتلكت كندا محركات نفاثة من نوع بومراك المُسلحة نوويًا والمضادة لصواريخ الطائرات، وصواريخ أونست جون أرض-أرض، وصواريخ إير2 جيني المسلحة نوويًا جو-جو، إضافةً إلى قنابل نووية تكتيكية لمقاتلة سي-إف 104. شوركت الصواريخ الباليستية متوسطة المدى من طراز بي جي إم-19 مع وحدات القوات الجوية الإيطالية والوحدات التركية بأنظمة مفتاح مزدوج لتفعيل الرؤوس الحربية. نُقلت الصواريخ الباليستية متوسطة المدى من طراز بي جي إم-17 إلى المملكة المتحدة بمساعدة طاقم سلاح الجوية الملكي. كانت القوة متعددة الأطراف التابعة لحلف الناتو، وهي نسخة موسّعة للمشاركة النووية، بمثابة خطة لتزويد السفن السطحية للدول الأعضاء بصواريخ من طراز يو جي إم-27 بولاريس، إلا أن المملكة المتحدة خلصت إلى شراء صواريخ بولاريس واستخدام الرؤوس الحربية خاصتها، وتم التخلي عن خطة تجهيز السفن السطحية التابعة لحلف الناتو. بعد انهيار الاتحاد السوفييتي، خُفّضت الأسلحة النووية المُشتركة داخل الناتو إلى قنابل نووية تنشرها طائرات مزدوجة القدرة. ذكرت الصحافة أن الدول الأعضاء في حلف الناتو من أوروبا الشرقية قاومت سحب القنابل النووية المشتركة من أوروبا خشية أن يبدو ذلك ضعفًا في التزام الولايات المتحدة بالدفاع عن أوروبا ضد روسيا.
في إيطاليا، توجد القنابل من طراز بي61 في كلّ من قاعدة غيدي وأفيانو الجويتين. حسب الرئيس الإيطالي الأسبق فرانشيسكو كوسيغا، تلخّصت خطط الانتقام الإيطالية خلال الحرب الباردة في إسقاط الأسلحة النووية فوق براغ وبودابست ثم على كامل الدول الشرقية في حالة الضربة الوقائية الأولى للسوفييت ضد أعضاء حلف شمال الأطلسي. اعترف كوسيغا أيضًا بوجود أسلحة نووية أمريكية في إيطاليا، وتكهّن باحتمالية وجود أسلحة بريطانية وفرنسية.
تقع القاعدة النووية الألمانية الوحيدة في قاعدة بوشيل الجوية، قرب الحدود مع لوكسمبرغ. تحوي القاعدة 11 ملجأ وقائي للطائرات مجهز بخزائن من طراز دبليو إس3 لتخزين الأسلحة النووية، وتبلغ السعة العظمى لكل منهما 44 قنبلة نووية من طراز بي61. توجد هناك 20 قنبلة من طراز بي61 مخزّنة في القاعدة جاهزة للتحميل عبر القاذفات الألمانية بي إيه-200 تورنيدو التابعة لسرب جابوغ33 (JaBoG 33). بحلول عام 2024، ستُحال طائرات تورنيدو للتقاعد، وليس من الواضح ما سيكون دور ألمانيا ضمن خطة المشاركة النووية في حال وجوده. في العاشر من شهر يونيو عام 2013، أكد رئيس الوزراء الهولندي السابق رود لوبرز وجود 22 قنبلة نووية مشتركة في قاعدة فولكل الجوية. أُكّد ذلك مرّة أخرى دون قصد في شهر يونيو من العام 2019 عندما اكتُشفت مسودّة تقرير عام إلى برلمان حلف شمال الأطلسي مشيرة إلى وجود أسلحة نووية أميركية في قاعدة فولكل، فضلًا عن مواقع في كلأٍّ من بلجيكا وإيطاليا وألمانيا وتركيا. صدرت نسخة جديدة من التقرير في 11 يوليو من العام 2019 دون الإشارة إلى مواقع الأسلحة.
في عام 2017، ونظرًا للعلاقة غير المستقرة على نحو متزايد بين الولايات المتحدة وتركيا، اقترح على الولايات المتحدة النظر في إزالة 50 سلاح نووي تكتيكي مخزنة تحت سيطرة أمريكية في قاعدة إنجرليك الجوية التركية. تزايد اهتمام الرأي العام بوجود السلاح النووي الأمريكي في تركيا خلال شهر أكتوبر من عام 2019 مع تدهور العلاقات بين البلدين بعد التوغل العسكري التركي في سوريا.

## الاتفاق السعودي-الباكستاني
يعتقد المسؤولون الأجانب بوجود نوع من التفاهم بين المملكة العربية السعودية وباكستان، تزوّد على إثره باكستان المملكة بالرؤوس الحربية في حال تعرّض الخليج العربي للتهديد. قال مسؤول غربي لصحيفة «التايمز» البريطانية أنه يمكن للسعودية حيازة الرؤوس النووية في غضون أيامٍ من متناول باكستان. نُقل عن السفير الباكستاني لدى السعودية محمد نعيم خان قوله إن «باكستان لا تعتبر أمن السعودية مجرد مسألة دبلوماسية أو داخلية بل مسألةً شخصية». قال نعيم أيضًا أن القيادة السعودية تعتبر باكستان والسعودية دولة واحدة وأن أي تهديدٍ للسعودية يشكل تهديدًا لباكستان. من المرجّح دخول باعةٍ آخرين في حربِ مزايَدةٍ إذا ما أشارت الرياض إلى حاجتها لامتلاك رؤوسٍ نووية. نفت كلٌّ من السعودية وباكستان وجود مثل هكذا اتفاق. صرّحت مصادر الاستخبارات الغربية لصحيفة الغارديان أن: «المملكة السعودية دفعت ما يصل إلى 60% من البرنامج النووي الباكستاني، وفي المقابل لديها خيار يتيح لها شراء ترسانة نووية صغيرة (من خمسة إلى ستة رؤوس حربية)». تملك المملكة العربية السعودية بنية تحتية مُحتملة للحِمل مزدوج الغرض، بما فيها قاذفتا تورنيدو وإف15 إس المقاتلتين وصواريخ باليستية صينية متوسطة المدى من طراز سي إس إس-2 تحمل دقة كافية للرؤوس النووية ومزودة برؤوس حربية ناسفة.
في شهر نوفمبر من العام 2013، قالت مصادر مختلفة لقناة بي بي سي نيوز نايت أن المملكة العربية السعودية بإمكانها الحصول على أسلحة نووية من باكستان متى شاءت. أضاف التقرير الجديد، وفقًا لخبراء غربيين، أن قطاع الدفاع الباكستاني، بما فيه من مختبراتِ دفاعٍ وصواريخ، تلقى مساعدات مالية وفيرة من المملكة العربية السعودية. قال غاري سامور، مستشار الرئيس الأمريكي الأسبق باراك أوباما: «أظن أن السعودية تعتقد بوجود نوعٍ من التفاهم مع باكستان، في اللحظة الأخيرة، سيعترفون باستحواذهم على أسلحة نووية من باكستان». قال عاموس يادلين رئيس الاستخبارات العسكرية الأسرائيلية الأسبق: «لقد دفعوا ثمن القنبلة بالفعل، وسيتوجهون إلى باكستان ليجلبوا ما يريدون جلبه».